# Thomas Clemens (Jurist)
Thomas Clemens (* 2. Juli 1948 in Hamburg) ist ein deutscher Jurist und ehemaliger Richter am Bundessozialgericht.

## Werdegang
Der seit 1974 verheiratete Clemens ist Vater zweier Töchter. Er promovierte an der Universität Hamburg und war dort von 1976 bis 1979 wissenschaftlicher Assistent bei Karl August Bettermann. Im Anschluss daran hatte er bis 1982 eine Richterstelle am Verwaltungsgericht in Hamburg inne. Es folgte von 1982 eine bis 1987 währende Tätigkeit als wissenschaftlicher Mitarbeiter im Dezernat Ernst-Wolfgang Böckenfördes beim Bundesverfassungsgericht. Von 1988 bis 1991 wirkte er als Richter am Verwaltungsgericht Stuttgart. Dem schloss sich seine Versetzung an das Landessozialgericht Stuttgart an. 1997 erfolgte schließlich seine Wahl zum Richter am Bundessozialgericht. Sein Tätigkeitsfeld lag dort im Senat für Kassen(zahn)arztrecht. 2008 wurde er stellvertretender Senatsvorsitzender. Während seiner Zeit am BSG war er seit 2000 Mitglied der Bibliothekskommission und hatte ab 2005 die Funktion des stellvertretenden Bibliotheksreferenten inne. 2006 kam die Mitgliedschaft im Präsidialrat hinzu.
Überdies ist Clemens Mitherausgeber eines Kommentars zum Grundgesetz und weiterer Kommentarliteratur. Auch publizierte er im Rahmen von Buchbeiträgen und Zeitschriftenaufsätzen. Themenschwerpunkt ist dabei das Kassenarztrecht.
Clemens hatte Lehraufträge an den Universitäten in Hamburg, Greifswald und Potsdam inne. Zunächst lehrte er Verfassungsrecht, später Sozialversicherungsrecht. 2004 übernahm er eine Dozentenstelle in Tübingen und wurde dort im Jahr 2009 zum Honorarprofessor bestellt.

## Quelle
- Richter am BSG Prof. Dr. Thomas Clemens im Ruhestand, juris vom 30. September 2013

| Personendaten    | Personendaten    |
| ---------------- | ---------------- |
| NAME             | Clemens, Thomas  |
| KURZBESCHREIBUNG | deutscher Jurist |
| GEBURTSDATUM     | 2. Juli 1948     |
| GEBURTSORT       | Hamburg          |